# Montaigu-Vendée
Montaigu-Vendée ist eine französische Gemeinde mit 20.754 Einwohnern (Stand: 1. Januar 2022) im Département Vendée in der Region Pays de la Loire. Sie gehört zum Arrondissement La Roche-sur-Yon und zum Kanton Montaigu-Vendée, dessen Bureau centralisateur sich hier befindet.
Montaigu-Vendée wurde als Commune nouvelle zum 1. Januar 2019 aus den früheren Gemeinden Boufféré, La Guyonnière, Montaigu, Saint-Georges-de-Montaigu und Saint-Hilaire-de-Loulay gebildet, die in der neuen Gemeinde der Status einer Commune déléguée haben. Der Verwaltungssitz befindet sich im Ort Montaigu.

## Gliederung
| Ortsteil                   | ehemaliger INSEE-Code | Fläche (km²) | Einwohnerzahl zum 1. Januar 2022 |
| -------------------------- | --------------------- | ------------ | -------------------------------- |
| Boufféré                   | 85027                 | 16,55        | 3.505                            |
| La Guyonnière              | 85107                 | 22,84        | 2.692                            |
| Montaigu (Verwaltungssitz) | 85146                 | 03,03        | 5.359                            |
| Saint-Georges-de-Montaigu  | 85217                 | 33,61        | 4.400                            |
| Saint-Hilaire-de-Loulay    | 85224                 | 40,62        | 4.798                            |

## Geografie
Montaigu-Vendée liegt im nördlichen Teil des Départements an der Grenze zum benachbarten Département Loire-Atlantique etwa 32 Kilometer südsüdöstlich von Nantes in der Région naturelle Bocage vendéen. Die Gemeinde liegt im Einzugsgebiet der Loire. Die Grande Maine, ein linker Nebenfluss der Sèvre Nantaise, durchquert das Gemeindegebiet von Südost nach Nordwest.
Umgeben wird Montaigu-Vendée von den Nachbargemeinden Remouillé (Loire-Atlantique) im Norden und Nordwesten, Saint-Hilaire-de-Clisson (Loire-Atlantique) im Norden und Nordosten, Cugand-la-Bernardière im Nordosten, Treize-Septiers im Osten, La Boissière-de-Montaigu im Osten und Südosten, Chavagnes-en-Paillers im Süden und Südosten, Les Brouzils im Süden, L’Herbergement im Südwesten, Montréverd im Westen und Südwesten sowie Vieillevigne  (Loire-Atlantique) im Westen.
Durch die Gemeinde führt die Autoroute A83.

## Baudenkmäler
Siehe: Liste der Monuments historiques in Montaigu-Vendée

## Gemeindepartnerschaften
Mit den deutschen Gemeinden Immenhausen und Wesertal in Hessen bestehen Partnerschaften.